# Contea di Lawrence (Arkansas)
La contea di Lawrence, in inglese Lawrence County, è una contea dello Stato dell'Arkansas, negli Stati Uniti. La popolazione al censimento del 2000 era di 17 774 abitanti. Il capoluogo di contea è Walnut Ridge.

## Storia
La contea di Lawrence fu costituita nel 1815.